# 붉은여우원숭이
붉은여우원숭이 (Eulemur rufus)는 마다가스카르에서 발견되는 여우원숭이의 일종이다. 2001년까지, 붉은여우원숭이(E. rufus )는 갈색여우원숭이(E. fulvus)의 아종 중의 하나로 간주되었으며, 이후 별도의 독립된 종으로 분류되었다. 2008년 12월, 이 종은 마다가스카르 북서부의 건조한 저지대 숲에 분포하는 붉은여우원숭이(E. rufus)와 마다가스카르 남서부와 동부 지역에 분포하는 붉은이마여우원숭이(E. rufifrons)의 2종으로 각기 분리되었다.